# Сержи (Эн)
Сержи́ (фр. Sergy) — коммуна во Франции, находится в регионе Рона — Альпы. Департамент — Эн. Входит в состав кантона Ферне-Вольтер. Округ коммуны — Жекс.
Код INSEE коммуны — 01401.

## География
Коммуна расположена приблизительно в 400 км к юго-востоку от Парижа, в 105 км северо-восточнее Лиона, в 60 км к востоку от Бурк-ан-Бреса.
На юго-востоке коммуны протекает река Аллондон.

## Климат
Климат полуконтинентальный с холодной зимой и тёплым летом. Дожди бывают нечасто, в основном летом.

## Население
Население коммуны на 2010 год составляло 1977 человек.
| 1962 | 1968 | 1975 | 1982 | 1990 | 1999 | 2010 |
| ---- | ---- | ---- | ---- | ---- | ---- | ---- |
| 271  | 297  | 605  | 946  | 1201 | 1247 | 1977 |

## Администрация
| Период | Период | Фамилия           | Партия | Примечания |
| ------ | ------ | ----------------- | ------ | ---------- |
| 1945   | 1965   | Франсуа Жарнье    |        |            |
| 1965   | 1967   | Эрнест Трембеллан |        |            |
| 1967   | 1989   | Пьер Колле        |        |            |
| 1989   | 2001   | Дени Ленглен      |        |            |
| 2001   | 2008   | Бернадет Телле    |        |            |
| 2008   | 2020   | Дени Ленглен      |        |            |

## Экономика
В 2010 году среди 1299 человек трудоспособного возраста (15—64 лет) 1020 были экономически активными, 279 — неактивными (показатель активности — 78,5 %, в 1999 году было 68,7 %). Из 1020 активных жителей работали 956 человек (511 мужчин и 445 женщин), безработных было 64 (23 мужчины и 41 женщина). Среди 279 неактивных 96 человек были учениками или студентами, 61 — пенсионерами, 122 были неактивными по другим причинам.

## Достопримечательности
- Церковь Св. Николая (XII век). Исторический памятник с 1922 года.[4]
- Здания жандармерии Фавьер (XIII век). Исторический памятник с 1998 года.[5]
- Замок Сержи (XIII век).
- Замок Бен.

## Города-побратимы
- Понцоне (Италия, с 2004)

## Фотогалерея

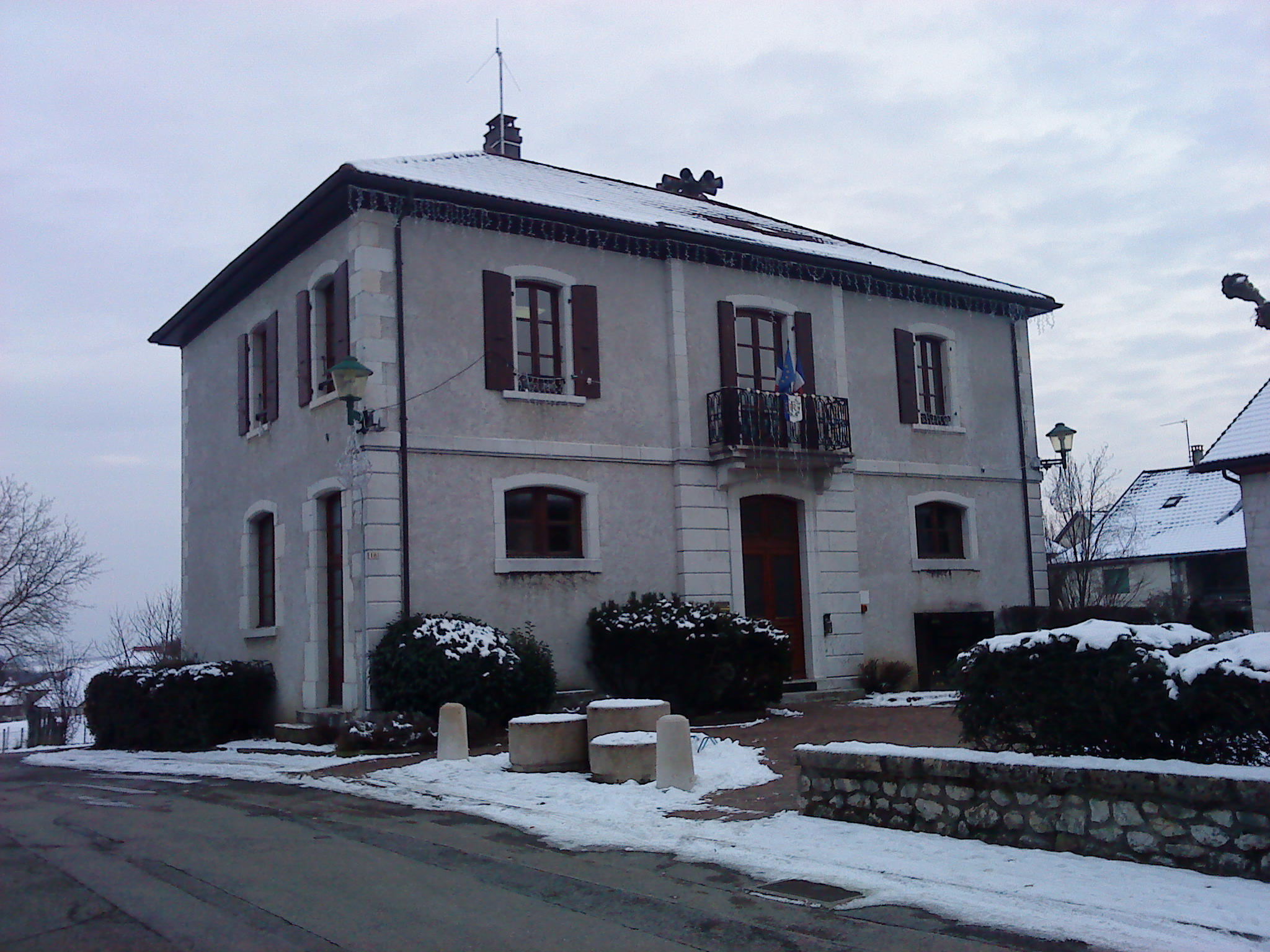
Мэрия
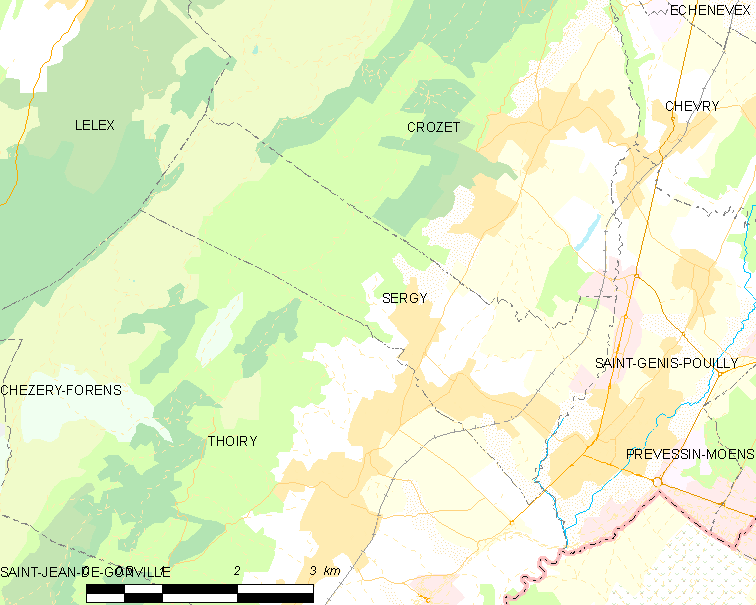
Карта коммуны